# Залентин, Губерт
Губерт Залентин (нем. Hubert Salentin; 15 января 1822, Цюльпих — 7 июля 1910, Дюссельдорф) — немецкий живописец, представитель Дюссельдорфской художественной школы.

## Биография
Губерт Залентин родился 15 января 1822 года в Цюльпихе (Рейнская провинция Германии).
Только в двадцать восемь лет получил возможность посвятить себя любимому с детства искусству и стать живописцем. Поступив в Дюссельдорфскую академию развивал свой талант преимущественно под руководством Тидемана. Снискал известность милыми, интересными по содержанию картинами, изображающими сцены деревенской жизни Западной Германии, почти всегда в пейзажной обстановке, хотя и не блестящими по колориту.

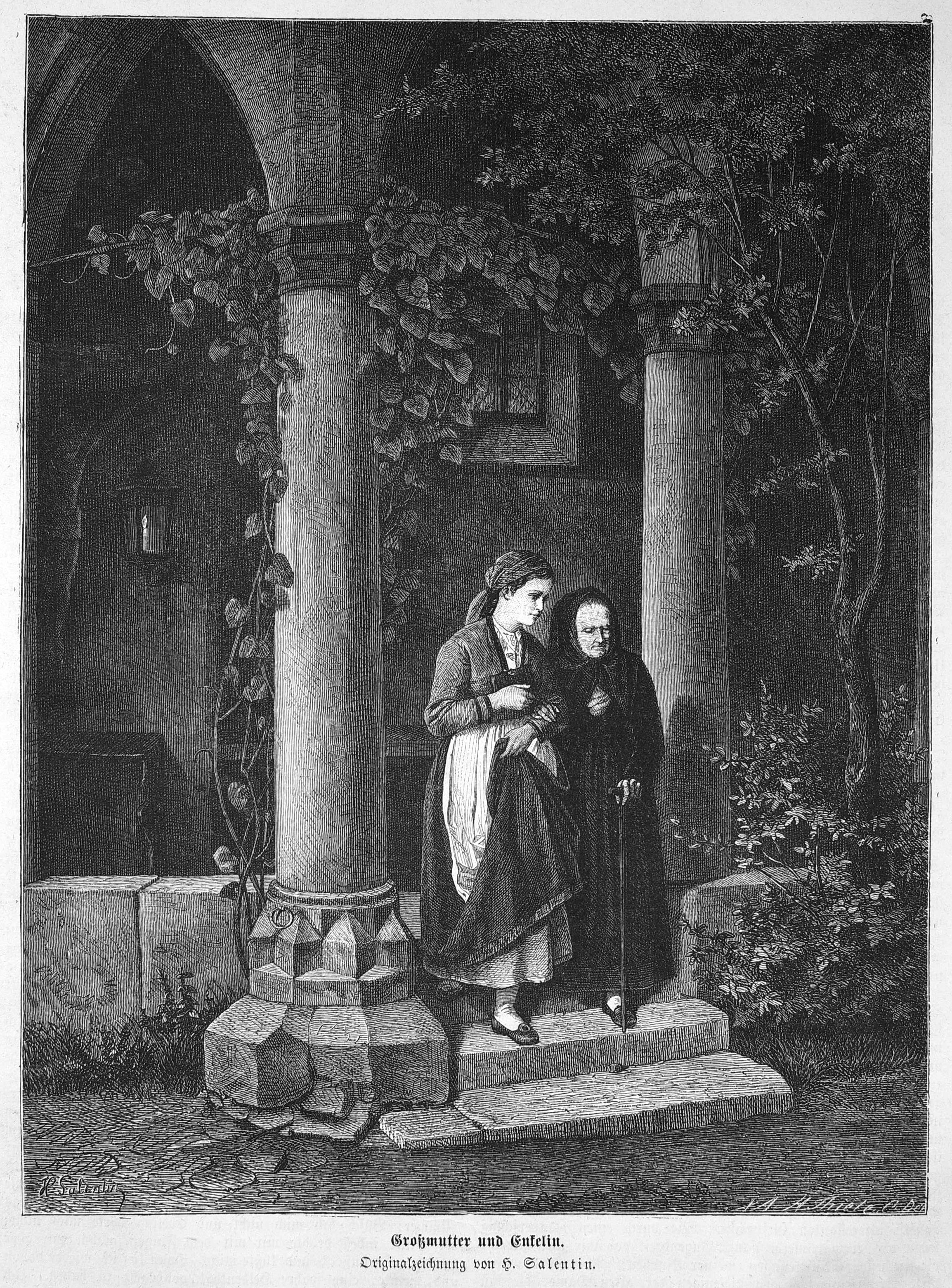
Die Gartenlaube, 1872 год

Жил и трудился в Дюссельдорфе. Наиболее удачные его произведения относятся к 1850-м годам: «Найденыш», «Проповедь пустынника», весьма характерный «Кузнечный ученик», «День рождения бабушки», «Дети, играющие в свадьбу», «Маленький проповедник» и «Майский праздник». Из более поздних его картин можно отметить: «Пилигримы у целебного источника» (1866, находится в Кёльнском музее), «Приезд наследного принца в деревню», «Вестники весны» (1869), «Пилигримы в капелле» (1870; находится в Берлинской национальной галерее), «Маленькие поздравители» (1879), «Дети пастуха» (1880), «Золотая свадьба», «Крестины» и «Аист».
Художник принял деятельное участие в настенной росписи замка Лизер.
Губерт Залентин умер 7 июля 1910 года в городе Дюссельдорфе.

## Источник
- Сомов А. И. Залентин, Губерт // Энциклопедический словарь Брокгауза и Ефрона : в 86 т. (82 т. и 4 доп.). — СПб., 1890—1907.